# Birthe Backhausen
Birthe Backhausen, född 20 januari 1927 i Köpenhamn, död 18 november 2005 i Köpenhamn, var en dansk skådespelare och balettdansare.
Backhausen studerade vid Den Kongelige Ballet 1937-1949 och vid Odense Teaters elevskola 1949-1951. 
Birthe Backhausen var gift med Helge Rungwald (1906–1960), teaterdirektören på Odense Teater, från 1949 fram till hans död 1960.

## Filmografi i urval
- 1950 – Livet du gav mig
- 1971 – Rundt om Selma (TV-film)
- 1978-1981 – Matador (TV-serie)
- 1980 – Elva timmar i en kvinnas liv
- 1988 – Vid vägen
- 1971 – Længe leve friheden (TV-film)
- 2000 – Mordkommissionen (TV-serie)
- 2002 – Att veta sanningen